# Свети Врач (парк)
Вижте пояснителната страница за други значения на Свети Врач.
„Свети Врач“ е градски парк в Сандански. Единственият с пясъчни алеи и един от най-големите по площ паркове в България, простира се на 344 декара площ на двата бряга на река Санданска Бистрица.

## История
Първите посадени фиданки са от бял и черен бор от войниците и командира на Втора армия генерал Георги Тодоров през 1916 г. За справяне с проблема с комарите около река Санданска Бистрица, през 1919 г. са доставени от Италия 18 фиданки от кедър и софора. През 1981 г. градският парк получава името „Свети Врач“. От 1991 г. е паметник на градинско-парковото изкуство. През 2005 г. на входа на парка е изграден паметник на ген. Георги Тодоров. Последното обновление на парка е извършено през 2013 г.

## Забележителности
Площта на парка е 344 декара. В него са засадени над 160 растителни вида, между които вековни чинари, обявени за природни забележителности. Срещат се растителни видове от Далчения изток – еукомия, софора, лагерстремия, сакура, криптомерия, магнолия, гинко; от Америка – гимнокладус, ликвидамбар, секвоя, декоративни кленове; от Средиземноморието – кипарис, кедър, нар, зокум, корков дъб, лавровишня, латексово дърво, албиция, пиния, лаврово дърво, смокиня. Около водните площи и скалните кътове са засадени вечнозелени храсти.
В парка са изградени изкуствено езеро, в което се срещат патици и лебеди, множество детски кътове, водно колело с диаметър 3,40 m, множество чешми и фонтани. Фонтанът „Момче с рибка“ е изграден през 1940 г. През 1956 г. е открит плувен комплекс. Над река Санданска Бистрица са построени два въжени моста, които през нощта са осветени, първият от тях е изграден през 1959 г. През 1961 г. е направен „Пиринеума“ – макет на Пирин. На територията на парка се намира стадион „Спартак“, на който играе футболен клуб „Вихрен“, а през 1974 г. е построен летен театър, на който се провеждат концерти и фестивали – „Пирин фолк“ и „Младостта на Балканите“.

## Галерия
- Снимки от парк „Свети Врач“